# Calice al Cornoviglio
Calice al Cornoviglio é uma comuna italiana da região da Ligúria, Província da Spezia, com cerca de 1.172 habitantes. Estende-se por uma área de 34 km², tendo uma densidade populacional de 34 hab/km². Faz fronteira com Beverino, Follo, Mulazzo (MS), Podenzana (MS), Rocchetta di Vara, Tresana (MS).

## Demografia
| Variação demográfica do município entre 1861 e 2011                               |
|                                                                                   |
| Fonte: Istituto Nazionale di Statistica (ISTAT) - Elaboração gráfica da Wikipedia |